# Єзупільська селищна рада
Єзупільська се́лищна ра́да — адміністративно-територіальна одиниця та орган місцевого самоврядування в Тисменицькому районі Івано-Франківської області. Адміністративний центр — селище міського типу Єзупіль.

## Загальні відомості
- Територія ради: 28,22 км²
- Населення ради: 2863 особи (станом на 2015 рік)[1]

## Історія
17.10.1954 облвиконком рішенням № 744 передав з Жовтневої селищної ради хутори:
- Київці — до Поберезької сільської ради,
- Перевози — до Дубовецької сільської ради.

6 червня 1957 року указом Президії Верховної Ради УРСР було розформовано Жовтневий район, частина якого включно із селищем Жовтень перейшла до Більшівцівського району.
Указом Президії Верховної Ради УРСР від 30 грудня 1962 року Більшівцівський район ліквідовано, а його територія включно з селищем Жовтень увійшла до складу Галицького району.
Рішенням облвиконкому від 14 січня 1972 р. Жовтневу селищну раду передано до складу Івано-Франківського району. Указом Президії Верховної Ради УРСР від 11 березня 1982 р. центр Івано-Франківського району перенесено в смт. Тисмениця і район перейменовано на Тисменицький.
Івано-Франківська обласна рада рішенням від 28 жовтня 2003 року внесла в адміністративно-територіальний устрій області такі зміни: у Тисменицькому районі у зв'язку з відновленням колишнього найменування селищу міського типу Жовтень — Єзупіль перейменувала Жовтневу селищну раду на Єзупільську.
30 липня 2019 року Єзупільська селищна рада очолила Єзупільську селищну об'єднану територіальну громаду.

## Населені пункти
Селищній раді підпорядковані населені пункти:
- смт Єзупіль

## Склад ради
Рада складається з 20 депутатів та голови.
- Голова ради: Кушнір Ганна Євстахіївна

### Керівний склад попередніх скликань
| Прізвище, ім'я, по батькові | Основні відомості                          | Дата обрання | Дата звільнення |
| --------------------------- | ------------------------------------------ | ------------ | --------------- |
| Кушнір Ганна Євстахіївна    | Селищний голова, освіта вища, позапартійна | 31.10.2010   |                 |

Примітка: таблиця складена за даними сайту Верховної Ради України та ЦВК

### Депутати
За результатами місцевих виборів 2010 року депутатами ради стали:

#### За суб'єктами висування
| Суб'єкт висування | Кількість обраних депутатів | %   |
| ----------------- | --------------------------- | --- |
| Самовисування     | 20                          | 100 |

#### За округами
| № округу | Прізвище, ім'я, по батькові     | Дата визнання обраним | Освіта             | Партійна приналежність    | Відомості про обраного депутата                                           |
| -------- | ------------------------------- | --------------------- | ------------------ | ------------------------- | ------------------------------------------------------------------------- |
| 1        | Кудляк Світлана Дмитрівна       | 02.11.2010            | вища               | позапартійна              | Єзупільська селищна рада, секретарселищноїради                            |
| 2        | Шкавелюк Руслан Євгенович       | 02.11.2010            | вища               | член Партії «ВІДРОДЖЕННЯ» | Івано-Франківське відділення сигналізації і зв'язку ШЧ-5, електро-механік |
| 3        | Пастернак Ганна Іванівна        | 02.11.2010            | вища               | позапартійна              | Єзупільська загальноосвітня школа І-ІІІ ст., вчитель                      |
| 4        | Павлович Микола Михайлович      | 02.11.2010            | середня спеціальна | позапартійний             | тимчасово не працює                                                       |
| 5        | Остапович Оксана Мафтеївна      | 02.11.2010            | вища               | позапартійна              | Єзупільська загальноосвітня школа І-ІІІ ст., вчитель                      |
| 6        | Кушнір Михайло Мафтейович       | 02.11.2010            | середня            | позапартійний             | Єзупільське фермерськегосподарство, голова                                |
| 7        | Коробейко Ярослав Володимирович | 02.11.2010            | середня            | позапартійний             | Єзупільське приватне підприємство, приватний підприємець                  |
| 8        | Кривулич Роман Іванович         | 02.11.2010            | вища               | позапартійний             | тимчасово не працює                                                       |
| 9        | Тихонюк Дарія Михайлівна        | 02.11.2010            | середня            | позапартійна              | тимчасово не працює                                                       |
| 10       | Вітовський Олег Ярославович     | 02.11.2010            | середня спеціальна | позапартійний             | будівельна фірма «Гаразд України», бригадир-помічник                      |
| 11       | кушнір Михайло Семенович        | 27.12.2010            | вища               | позапартійний             | Івано-Франківська податкова міліція, старший оперуповноважений            |
| 12       | Савків Любов Володимирівна      | 02.11.2010            | середня спеціальна | позапартійна              | Єзупільський ДНЗ, завідувач                                               |
| 13       | Бусько Стефанія Михайлівна      | 02.11.2010            | незакінчена вища   | позапартійна              | Єзупільська селищна рада, земле-впорядник                                 |
| 14       | Шиндак Лідія Іванівна           | 02.11.2010            | вища               | позапартійна              | Єзупільська селищна рада, касир- рахівник                                 |
| 15       | Шевців Василь Миронович         | 02.11.2010            | середня            | позапартійний             | Єзупільське приватне підприємство, приватний підприє-мець                 |
| 16       | Кудла Руслана Євгенівна         | 02.11.2010            | вища               | позапартійна              | Єзупільський ОДПНС, головний бухгалтер                                    |
| 17       | Бабич Ігор Іванович             | 02.11.2010            | середня            | позапартійний             | ОКП «Медтехніка» м. Івано-Франківська, майстер транспортної дільниці      |
| 18       | Магун Ярослав Семенович         | 02.11.2010            | середня спеціальна | позапартійний             | пенсіонер                                                                 |
| 19       | Білецька Любомира Семенівна     | 02.11.2010            | вища               | позапартійна              | Івано-Франківський ОЦПК, головний бухгалтер                               |
| 20       | Кудла Михайло Богданович        | 02.11.2010            | середня            | позапартійний             | ТзОВ «БСББ», постачальник                                                 |